# ひょうきん予備校
『ひょうきん予備校』（ひょうきんよびこう）は、フジテレビ系列局の一部で放送されていたフジテレビ製作のバラエティ番組である。製作局のフジテレビでは1986年10月6日から1987年9月21日まで、毎週月曜 19:00 - 19:30 （日本標準時）に放送。

## 概要
土曜ゴールデンタイムに同系列局で放送されていた『オレたちひょうきん族』の関連番組。
司会（教務課学生課兼務主任）の島田紳助が、当時芸歴の浅かった若手タレントを生徒（受講生）として引き連れて、予備校の教室をモチーフにしたセットの中で人気お笑いタレントを講師として招き、前半はその講師の講義や生徒からの質問等を受け付けるもので、後半は生徒達が自分達を売り込むべくネタを披露するコーナーもあった。
関西テレビは当時この時間帯に『さんまのまんま』を放送しており、本番組を時差ネットすることで対処していた。東海テレビもこの時間帯を自社製作枠としていたため、土曜14時台や祝日の16時台などを使って放送していた。
2010年11月、同年9月に死去した谷啓がゲスト出演した回（1987年7月13日放送）がCS放送のフジテレビTWOで放送された。谷が出演したこの回限りであるが、本放送以来初の再放送となった。

## 受講生
- ダウンタウン（浜田雅功、松本人志）
- ダチョウ倶楽部（南部虎弾（当時リーダー）、肥後克広、寺門ジモン、上島竜兵）
- 久本雅美
- 清水ミチコ
- 井森美幸
- ハイヒール（リンゴ、モモコ）
- 野々村真
- パワーズ（須間一弥、火野玉男）
- ジミー大西
- 石塚英彦（BIG THURSDAY）
- 十日市秀悦（BIG THURSDAY）
- 恵俊彰（BIG THURSDAY）
- 野沢直子
- ピンクの電話（清水よし子、竹内都子）
- 非常階段（シルク、ミヤコ）
- おきゃんぴー（まあこ、まりこ）
- 大川豊（大川興業）
- 近藤芳正
- 亀山房代
- 天馬ルミ子
- コントペコちゃん（太田寸世理、岡野ゆかり）
- ほか

### 備考
基本的に受講生の名前は番組の冒頭で一斉にスーパーで流しており、この際には各受講生が通常使用している芸名ではなく本名名義で表示していた。

## 講師
- 明石家さんま - 放送第1回の講師。当該回収録の前日に結婚。(浜田がさんまが来る前にタバコを吸っていて紳助に怒られた)
- タモリ
- 横山やすし - 非常階段のことを名前を聞いた時点で「しょうもない名前、聞くに及ばん！」と一刀両断し、泣かせるハプニングを起こした。
- 西川きよし
- 桂三枝（後の六代目桂文枝）
- 立川談志
- 東八郎
- ハナ肇
- 谷啓
- 笑福亭鶴瓶
- 小堺一機
- 関根勤
- 片岡鶴太郎
- 西川のりお
- せんだみつお - 講師を務めた回の翌週に受講生となった。
- 島田洋七 - 最終回の講師。
- お笑い芸人以外では畑正憲、梨元勝、松本伊代、チャック・ウィルソンなどが務めた。

## スタッフ
スタッフは『オレたちひょうきん族』と一部共通している。
- 構成：詩村マルユウ博史（詩村博史）、谷口フウゾク秀一（谷口秀一）、石井トチモチ徹也（石井徹也）
- TD：梅谷昌弘
- カメラ：藤本敏行
- 照明：嶺岸和彦
- 音響効果：川嶋明則（O.C.Bプロ）
- 美術プロデューサー：鈴木武治
- デザイン：水上啓光
- 美術進行：金子隆
- 技術協力：ニユーテレス
- 編集：IMAGICA
- プロデューサー：横澤オジン彪（横澤彪）
- ディレクター：山縣ベースケ慎司（山縣慎司）、及川セワナシ俊明（及川俊明）